# COGAG

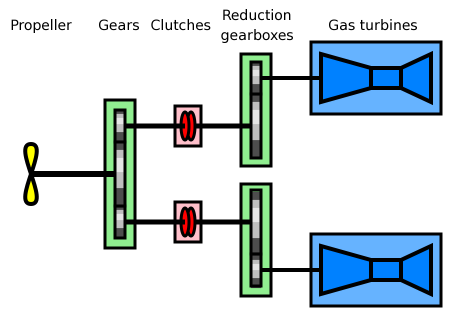
Schema di un sistema di propulsione COGAG

Il sistema COGAG (Combined gas turbine and gas turbine)  è un tipo di propulsione navale nel quale due turbine a gas sono connesse ad un'unica elica ed il sistema di trasmissione si occupa che una delle due turbine o le due turbine accoppiate agiscano sull'asse dell'elica.
Il sistema delle due turbine presenta il vantaggio di poter disporre di due differenti configurazioni di potenza. L'efficienza della combustione delle turbine a gas è migliore quando è vicina al massimo livello della sua potenza, quindi una turbina di bassa potenza, operando al limite massimo della sua potenza è più efficiente di una di potenza doppia che eroga metà della sua potenza. Questo sistema permette un risparmio di energia quando la nave viaggia alla velocità di crociera.
Paragonato al sistema CODAG (combinato diesel e gas) o CODOG (combinato diesel o gas), i sistemi COGAG occupano uno spazio minore, ma sono meno efficienti alla velocità di crociera e meno efficienti dei sistemi CODAG negli spunti ad alta velocità.
Il sistema COGAG è presente sulla portaerei Illustrious, nave ammiraglia della Royal Navy dopo la messa in disarmo della gemella Invincible avvenuto il 3 agosto 2005, e sulle portaerei Cavour e Garibaldi della Marina Militare Italiana.